# Sarah Hanffou
Sarah Hanffou Nana est une pongiste franco-camerounaise née le 8 octobre 1986 à Roubaix, en France.

## Biographie
Sarah Hanffou nait le 8 octobre 1986 à Roubaix, d'un père camerounais et d'une mère française. Elle est avocate de formation.
Elle remporte de nombreuses médailles dans les catégories de jeunes, dont une médaille de bronze aux championnats d'Europe cadets par équipe en 2001, le Top Terminal cadet en 2001 et junior en 2003. En 2006, elle devient vice-championne de France de double avec Xian Yifang.
En 2007, après trois ans à l'INSEP, elle décide d'arrêter la compétition pour se consacrer à ses études de droit. Après être devenue juriste pour l’armée française, elle reprend sous les couleurs du Cameroun. En 2010, elle remporte les Championnats d'Afrique de tennis de table, organisés dans son pays d'origine. Elle participe aux Jeux olympiques d'été de 2012 où elle bat la libanaise Tvin Moumjoghlian au premier tour en quatre sets (11-6, 11-4, 11-6, 11-2) avant de s'incliner contre la française Xian Yifang en cinq sets.
Sarah Hanffou est également présidente de l'association Ping sans frontières.
Elle est médaillée d'argent en simple aux Jeux africains de 2019. 
Elle est médaillée de bronze en double dames aux Championnats d'Afrique de tennis de table 2023 à Radès. Elle participe en 2024 à ses troisièmes jeux olympiques à Paris.